# 13 aC

## Esdeveniments

### Hispània
- Roda de Berà (Tarragonès): Construcció de l'Arc de Berà

### Imperi romà
- S'acaba la construcció de la gran via Augusta.

## Naixements
- Lívia Drusil·la filla de Drus el Vell i Antònia Minor.